# إدريسا ويدراوغو
ادريسا ويدراوغو (بالفرنسية: Idrissa Ouedraogo) (و. 1954 – 2018 م) هو مخرج أفلام، وكاتب سيناريو، ومنتج أفلام بوركينابي، توفي في واغادوغو، عن عمر يناهز 64 عاماً.

## التعليم
تعلم في المعهد العالي للدراسات السينمائية.

## جوائز
حصل على جوائز منها:
- فارس وسام الفنون والآداب.

## وصلات خارجية
- إدريسا ويدراوغو على موقع IMDb (الإنجليزية)
- إدريسا ويدراوغو على موقع ألو سيني (الفرنسية)
- إدريسا ويدراوغو على موقع أول موفي (الإنجليزية)
- إدريسا ويدراوغو على موقع قاعدة بيانات الأفلام السويدية (السويدية)
- إدريسا ويدراوغو على موقع قاعدة بيانات الفيلم (الإنجليزية)
- إدريسا ويدراوغو على موقع كينوبويسك (الروسية)